# Anna Wassiljewna Gurowa
Anna Wassiljewna Gurowa (russisch Анна Васильевна Гурова, engl. Transkription Anna Gurova; * 29. April 1981) ist eine russische Sprinterin.
Bei den Leichtathletik-Europameisterschaften 2010 in Barcelona wurde sie Sechste über 100 Meter, mit einer Zeit von 11,36 s. 2011 wurde Gurowa bei den russischen Meisterschaften positiv auf Methyltestosteron getestet und anschließend für zwei Jahre gesperrt.
Ihre persönliche Bestzeit über 100 Meter lief sie mit 11,24 Sekunden 2010 in Sotschi.